# Tyrone Nash
Tyrone Sidney Nash (Queens, New York, 24 de septiembre de 1988) es un jugador de baloncesto estadounidense que pertenece a la plantilla del VfL Kirchheim Knights de la ProA de Alemania. Mide 2,03 metros de altura y ocupa la posición de ala-pívot.  (FIBA, s. f.), y es conocido por jugar como ala-pívot en diferentes ligas internacionales, como la liga europea, americana latina y asiática (RealGM, s.f.).Nash comenzó su carrera deportiva en la Lawrence Woodmere ͏Academy, escuela secundaria donde entró ͏al grupo de baloncesto, con la guía del entrenador Jeff Weiss,͏ durante cuatro años. 
En toda su vida en secundaria, Nash fue seleccionado en el equipo All-Island y llevó a su escuela a tres campeonatos regionales uno tras otro, volviéndose un engranaje principal. También fue seleccionado como el Jugador del Año del Estado de Nueva York y Long Island en 2006, y su número 31 fue retirado de la Academia Lawrence Woodmere (Fighting Irish, s.f).
Empezó su carrera universitaria en la Universidad de Notre Dame (Eurobasket, s.f.), en la cual jugó más de 100 partidos oficiales, donde mejoró sus habilidades como ala-pívot (Fighting Irish, s.f). A partir de ese momento, Nash tuvo una extensa trayectoria en ligas profesionales de alto nivel, jugando en ligas de Alemania, Francia, Chile, Japón, República Dominicana, etc (Fighting Irish, s.f).

## Trayectoria deportiva

### Instituto
Estuvo en el instituto Lawrence Woodmere Academy en Woodmere (Nueva York), donde ganó tres campeonatos regionales seguidos. Promedió en sus últimos dos años 17 puntos, 13 rebotes, 5 asistencias y 3,5 tapones. Su camiseta con el #31 fue retirada por la escuela.

### Universidad
Durante sus años de universidad, Tyrone Nash registró estadísticas estables que muestran su confianza y pasión por el juego. En su campaña final en Notre Dame, promedió casi diez puntos por juego, además de promediar buenos números en cuanto a rebotes y asistencias. Por lo tanto, estas estadísticas demuestran el motivo por el cual era considerado un jugador de gran relevancia en el esquema del equipo (Fighting Irish, s.f.).
En su carrera, Nash compitió en varios equipos del mundo, lo que llevó a que tuviese estadísticas muy variadas, debido al equipo, la liga y la intensidad de la competencia en la que estuviese. En la Bundesliga alemana, el equipo de Walter Tigers Tübingen, colores que Nash defendió, promedió más de 12 puntos y 6 rebotes por partido, mostrando su ajuste al baloncesto europeo (RealGM, s.f.).
Además de sus números, Nash estuvo marcado por una alta tasa de éxito en los tiros de campo   y una defensa férrea. Aunque sus estadísticas individuales no siempre fueron llamativas, su contribución al rendimiento general y su impacto en el equipo hizo que fuera considerado positivamente por sus entrenadores (Eurobasket, s.f.).

### Profesional
Tras no ser elegido en el Draft de la NBA de 2011, fichó un año por el Walter Tigers Tübingen alemán, contrato que renovó posteriormente por dos años más. Participó en el Concurso de Mates de la Basketball Bundesliga en 2013. No consiguió entrar en play-offs con el equipo en ninguna de sus tres campañas, siendo la 2013-2014 la peor, donde libraron el descenso en la última jornada. Tuvo un promedio en sus tres temporadas en Tübingen de, 10.1 puntos, 5.2 rebotes y 1.5 asistencias en 99 partidos jugados.
En la 2014-2015 fichó por el SPO Rouen Basket francés. En la NBA Summer League de 2014 jugó con los New Orleans Pelicans, pero tuvo una fractura por estrés y el club francés le rescindió el contrato. En enero de 2015 el SPO Rouen Basket le volvió a contratar. Jugó 11 partidos, con un promedio de 8.2 puntos, 5.9 rebotes, 1.7 asistencias y 1 robo de balón. El equipo quedó decimoquinto en la LNB. Acabó la temporada en los Leones de Santo Domingo de la República Dominicana.
Para la temporada 2015-2016 firmó con el Basketball Löwen Braunschweig, regresando así a Alemania.
[actualizar]
Nash juega en el Tour Mundial de Baloncesto 3x3 desde 2022 como parte del equipo Princeton. 
Tyrone Nash a lo largo de su trayectoria, ha conseguido distinciones relevantes desde su etapa escolar hasta el baloncesto profesional, destacándose por su impacto en diversas competiciones nacionales e internacionales. Durante su paso por Lawrence Woodmere Academy condujo al equipo tres campeonatos consecutivos de la NYSAIS Class C (2004-2007) y la institución retiró su dorsal 31 en reconocimiento a su liderazgo deportivo (Fighting Irish, s.f.).Posteriormente, en la NCAA, integró la plantilla de los Notre Dame Fighting Irish men´s basketball (2007-2010) donde fue distinguido como Most Improved Player (2009) y Defensive Player of the Year (2010), hitos que consolidaron su proyección competitiva (Fighting Irish, s.f.). 
En sus años universitarios, Nash fue una persona importante para Notre Dame, ayudando al equipo a ganar en la NCAA. Participó en diversos torneos significativos y contribuyó a mantener un fuerte estándar competitivo para su universidad. A pesar de no ser elegido en el draft de la NBA, su juego atrajo el interés de los equipos internacionales (Eurobasket, s.f.).
En su carrera, Nash ha reunido una experiencia profesional bastante extensa, participando en ligas de Alemania, Francia, Chile, Japón y la República Dominicana. Aunque no ha ganado grandes títulos a nivel internacional, ha sido considerado como un miembro clave en cada equipo al que se unió. Su habilidad para adaptarse a varios esquemas, métodos de juego y requisitos, demuestra que es un ejemplo de la internacionalización global del baloncesto estadounidense (RealGM, s.f.).